# Isola di Panarea
Panarea (Panarìa in siciliano) è un'isola italiana appartenente all'arcipelago delle isole Eolie, in Sicilia.
Amministrativamente appartiene a Lipari, comune italiano della città metropolitana di Messina, di cui costituisce una frazione di 241 abitanti, suddivisa nei centri di San Pietro (il principale approdo), Ditella e Drauto.
È l'isola più piccola e la meno elevata dell'arcipelago eoliano, nonché la più antica, e con gli isolotti di Basiluzzo, Spinazzola, Lisca Bianca, Dattilo, Bottaro, Lisca Nera e gli scogli dei Panarelli e delle Formiche, costituisce un microarcipelago fra Lipari e l'isola di Stromboli posto su un unico basamento sottomarino.

## Geografia fisica

### Territorio

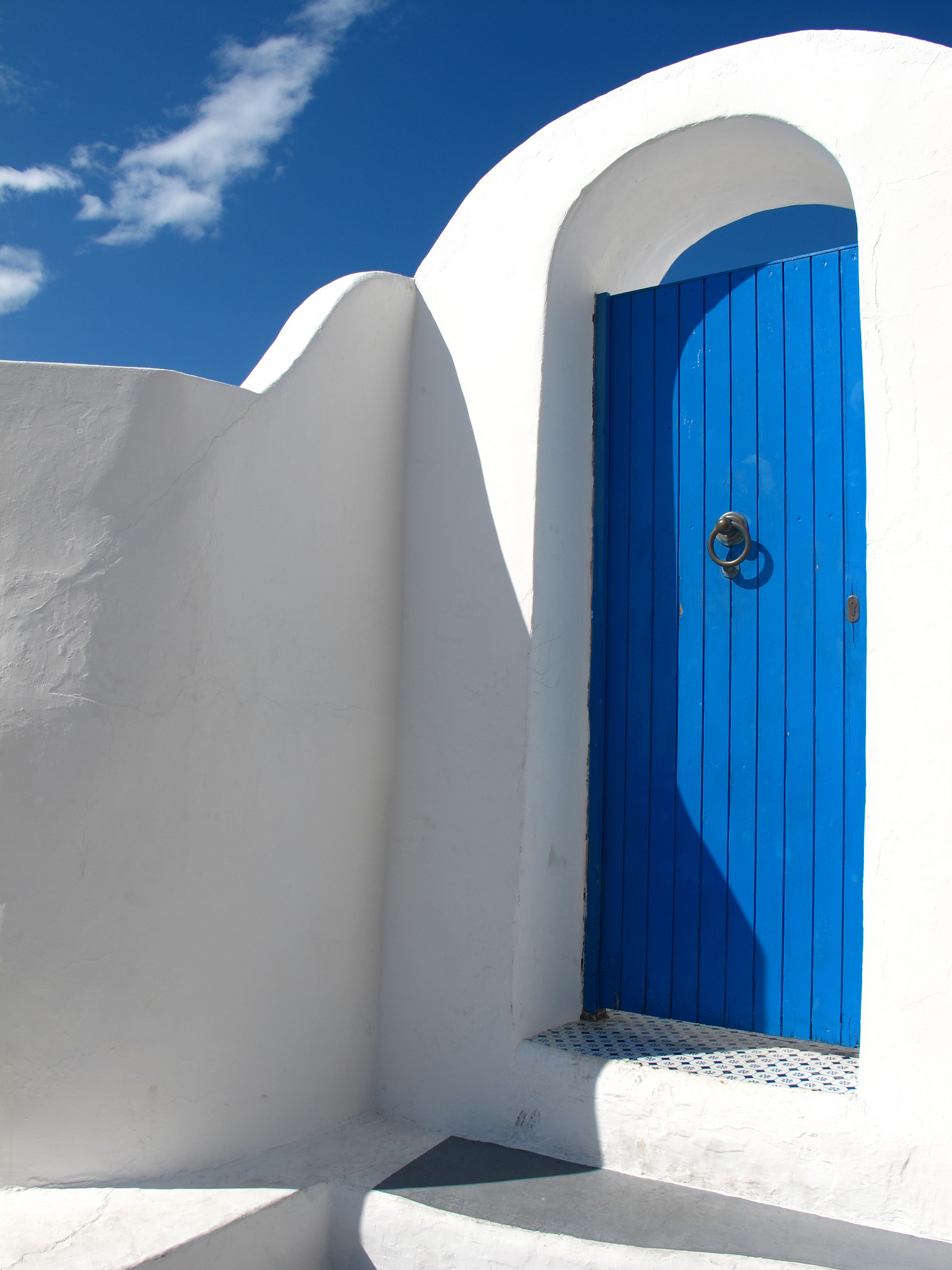
Casa di Panarea

Dal punto di vista geologico Panarea è la più antica isola delle Eolie, con gli isolotti circostanti è quel che resta di fenomeni eruttivi di un unico bacino vulcanico, oramai quasi del tutto sommerso ed eroso dal mare e dal vento. Divisa nel senso della lunghezza da un'elevata dorsale, rimane soltanto la parte orientale e meridionale dell'isola originaria, con coste relativamente limitate in altezza, caratterizzate da piccole spiagge e vaste zone pianeggianti, anticamente coltivate a vigne ed oliveti e di cui ancora oggi si notano i terrazzamenti che erano adibiti alle colture, oramai abbandonate.
Il lato occidentale e settentrionale è caratterizzato da alte coste inaccessibili e molto frastagliate, un continuo succedersi di terrazzamenti, crepacci e suggestive formazioni di lava solidificata. Il condotto principale dell'originario complesso vulcanico è situato all'incirca nel tratto di mare compreso tra lo scoglio La Nave e lo scoglio Cacatu. Sempre dal mare, sulla costa occidentale (Cala Bianca), sono invece visibili i resti di un camino vulcanico secondario dalla forma di grosso imbuto.
Sul lato nord-est dell'isola, sulla spiaggia della Calcara è tuttora possibile scorgere fumarole di vapori che si levano dalle fessure fra le rocce (dai suggestivi colori sulfurei), ultime tracce di attività vulcanica con temperature fino ai 100 °C. In alcuni punti fra i ciottoli in riva al mare, per effetto di queste sorgenti di calore, l'acqua ribolle fino ad essere ustionante. Altri fenomeni eruttivi subacquei sono evidenti nel ribollire delle acque fra l'isolotto di Bottaro e Lisca Bianca. Non sono invece più identificabili le sorgenti termali segnalate sulla carta poco a nord della punta Peppe Maria.
L'Istituto nazionale di geofisica e vulcanologia ritiene che l'attività vulcanica potrebbe non essere cessata del tutto, e considera il vulcano come quiescente, ed è per questo motivo presente nell'elenco dei vulcani italiani stilato dalla Protezione Civile.

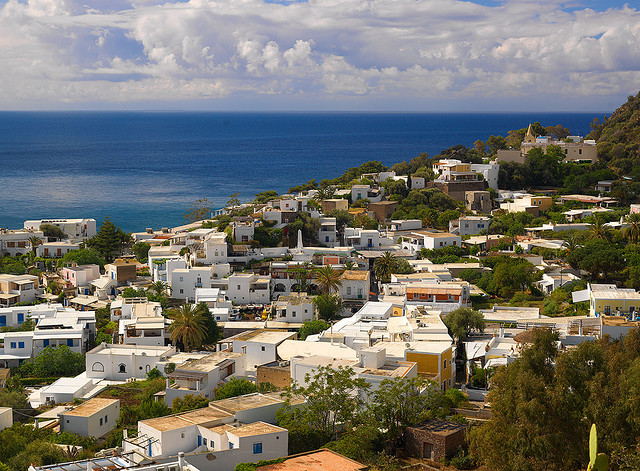
San Pietro, Panarea

### Flora e fauna
La macchia mediterranea di Panarea presenta lentisco (Pistacia lentiscus), ginestra (Spartium junceum), cappero (Capparis spinosa) e piante di olivo (Olea europaea) secolari, resti dell'antica vocazione agricola dell'isola (scomparsi i vigneti che esistevano fino agli anni settanta). La vegetazione originaria è poi contaminata da molte specie vegetali esogene come il fico d'India (Opuntia ficus indica), e altre arrivate con il boom edilizio e turistico.
Per quanto riguarda la fauna è presente il falco della regina (Falco eleonorae), il corvo (Corvus corax), qualche marangone (Phalacrocorax carbo) e il gabbiano reale mediterraneo (Larus michahellis) che nidificano sulle inaccessibili pareti delle coste occidentali. La fauna isolana è caratterizzata dal geco (Tarentola mauritanica), innocuo predatore d'insetti.

## Storia

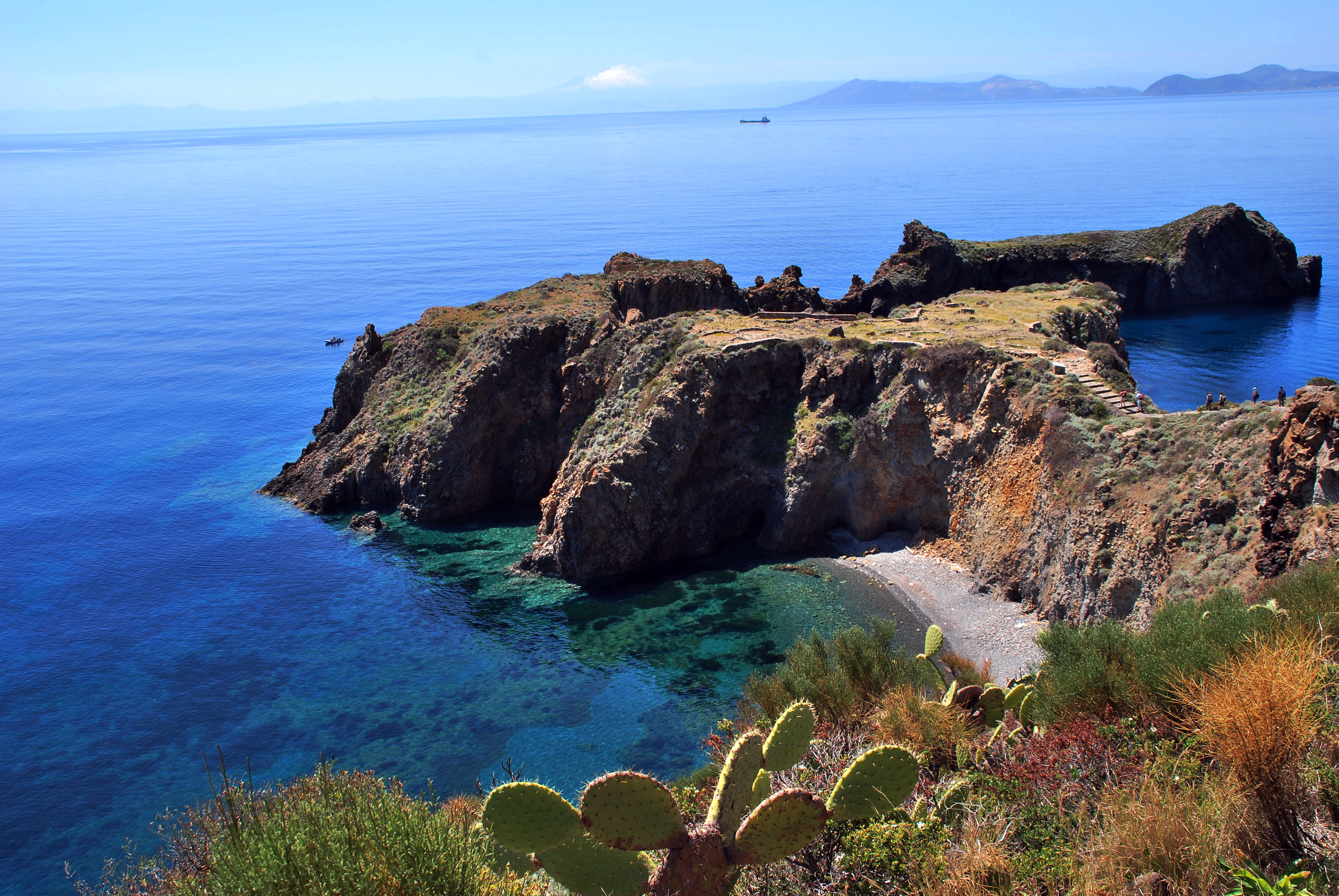
Il villaggio preistorico di Capo Milazzese

### Preistoria
Nell'antichità si ritrovano diversi nomi greci per Panarea: Euṓnymos, Εὐώνυμος ("di buon nome", "prospera"); e Hikesía, Ἱκεσία ("la supplice", forse per la presenza di luoghi di culto). Il nome Pagnarea, di etimologia incerta, è attestato per la prima volta nella Cosmografia ravennate nel VI-VII secolo.
Panarea fu abitata già in epoca preistorica come testimonia il villaggio dell'età del bronzo (XIV secolo a.C.) sul promontorio di Capo Milazzese, a sud-ovest dell'isola (da cui prende il nome la cultura del Milazzese). La particolare posizione del pianoro, proteso verso il mare e protetto da alte pareti a dirupo sul mare - dunque facilmente difendibile - ne fece un luogo ideale per l'insediamento: nel villaggio, di cui sono visibili e visitabili i resti di una ventina di capanne, sono stati ritrovati materiali d'origine micenea, a testimonianza del ruolo svolto, anche in antichità, dall'arcipelago eoliano, al centro delle principali rotte commerciali del Mar Mediterraneo. Per il resto Panarea condivide la storia delle altre isole Eolie ed in particolare di Lipari.

### Età antica
Abitate fin dal neolitico, nel periodo fra il VII e il VI secolo a.C. le isole furono preda di continue scorrerie etrusche fino a quando questi ultimi non vennero sostituiti dalla colonizzazione greca. Nel 264 a.C. Lipari è alleata di Cartagine e le isole devono quindi subire i continui attacchi della flotta romana. Nel 252 a.C. Lipari e le sue isole passeranno sotto il dominio romano. Ne sono prova i resti di una villa romana sulla difficilmente accessibile sommità dell'isolotto di Basiluzzo, proprietà di un eccentrico possidente romano, evidentemente amante dell'asprezza e bellezza dei panorami panarellesi.

### Età medievale

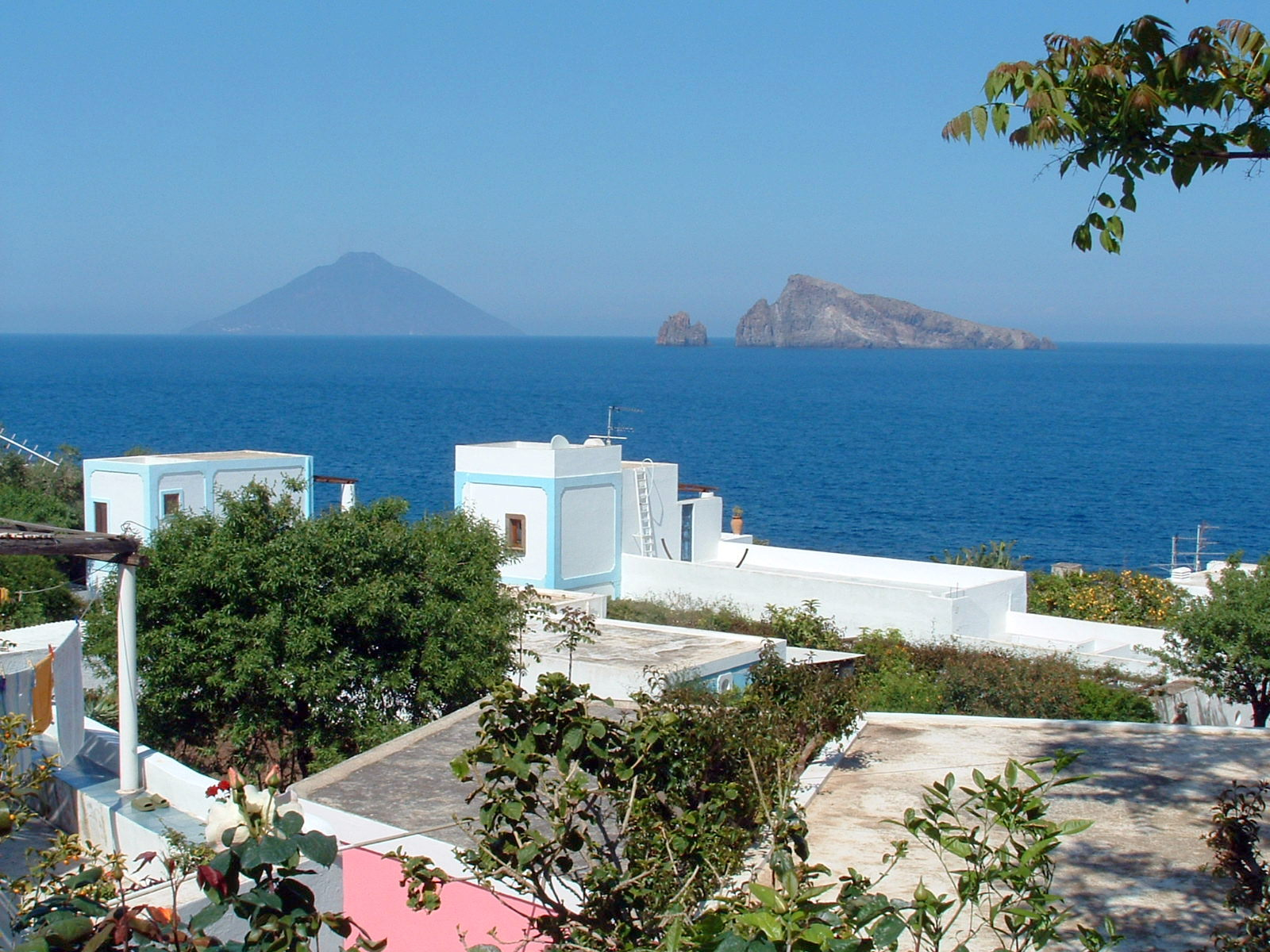
Tipico abitato di Panarea, sullo sfondo Basiluzzo e più lontano Stromboli

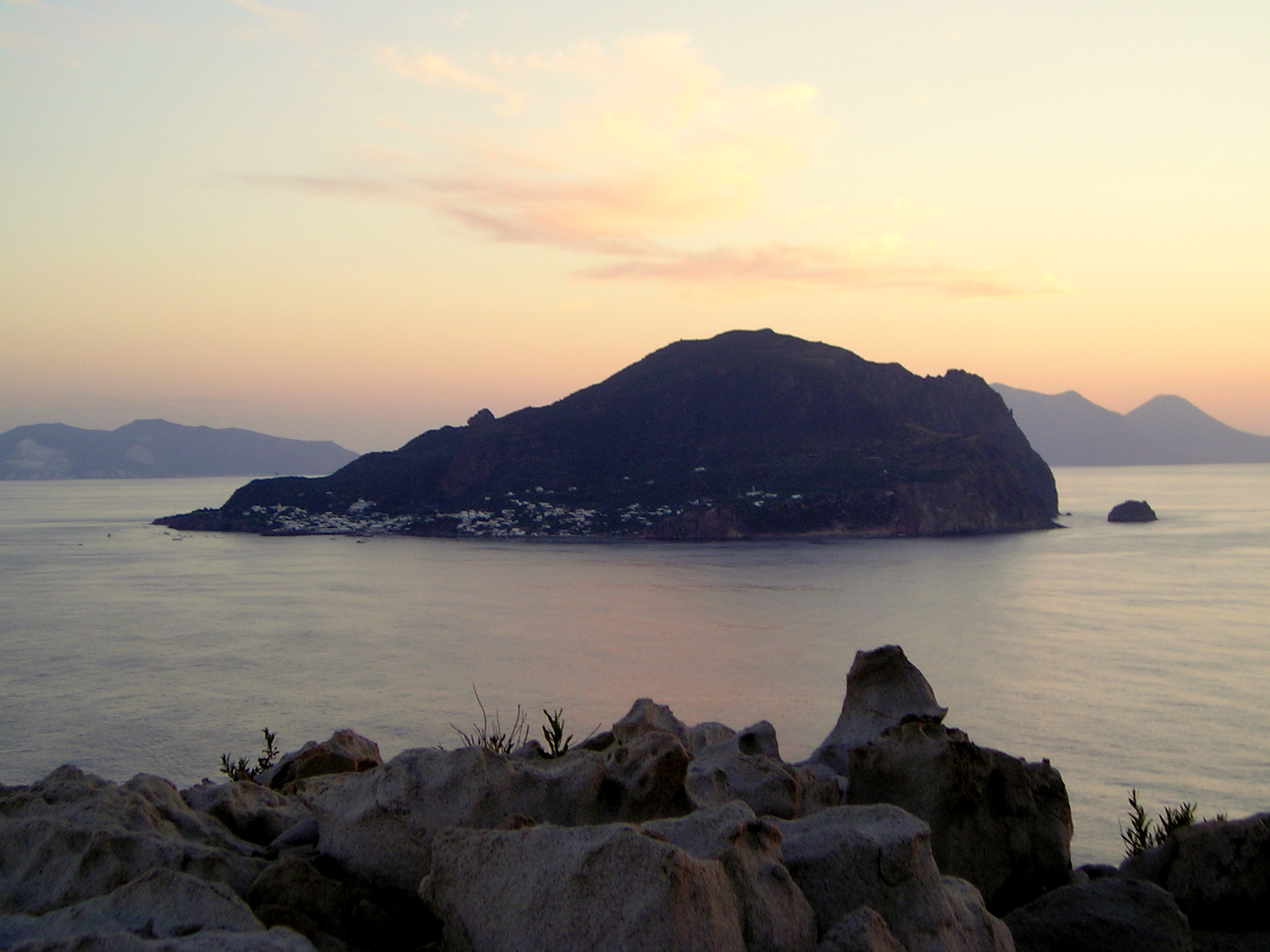
Panarea vista da Basiluzzo al tramonto

Con la caduta dell'Impero romano d'Occidente inizia un periodo di decadenza che aumenta con la dominazione bizantina e diviene ancor più rapida con l'inizio dell'occupazione araba (827/1061). Con l'avvento dei Normanni e la nascita del Regno di Sicilia ricominciò lo sviluppo economico e demografico delle isole (1340-1544 circa). A metà del 1500 infatti gli arabi ricominciarono a insidiare le isole (ne resta traccia nella toponomastica isolana, specialmente nella baia e relativa contrada di Drautto, che prende il nome dal pirata Dragut). Per le scorrerie della pirateria arabo-turca l'isola rimase pressoché disabitata, gli abitanti infatti non superavano il centinaio. Verso la fine del XVII secolo i contadini di Lipari ripresero a coltivarla (senza portarvici però donne e bambini, per via del pericolo delle scorrerie piratesche).
È significativo come sopra il villaggio preistorico di Cala Junco esista il "Castello del Salvamento" (nella toponomastica eoliana "castello" sta per pinnacolo roccioso di notevole altezza), usato appunto come provvidenziale rifugio degli abitanti durante queste incursioni. In seguito, con il miglioramento della situazione politica nelle isole, la popolazione di Panarea aumentò sino a circa 1000 persone. Ma alla fine dell'Ottocento diminuì nuovamente per via dell'emigrazione, verso Stati Uniti, Sud America e Australia.

### Età contemporanea
Ai giorni nostri la popolazione è intorno ai 200 abitanti stabili (in inverno, nei mesi estivi con i turisti può facilmente decuplicare). Gli isolani vivono ora soprattutto del successo turistico dell'isola, esploso alla fine degli anni settanta, ma iniziato alla fine degli anni cinquanta, con la scoperta di queste isole da parte di villeggianti più avventurosi, alla ricerca di un'oasi di vita più semplice e a contatto diretto con la natura.

### La festa di san Pietro

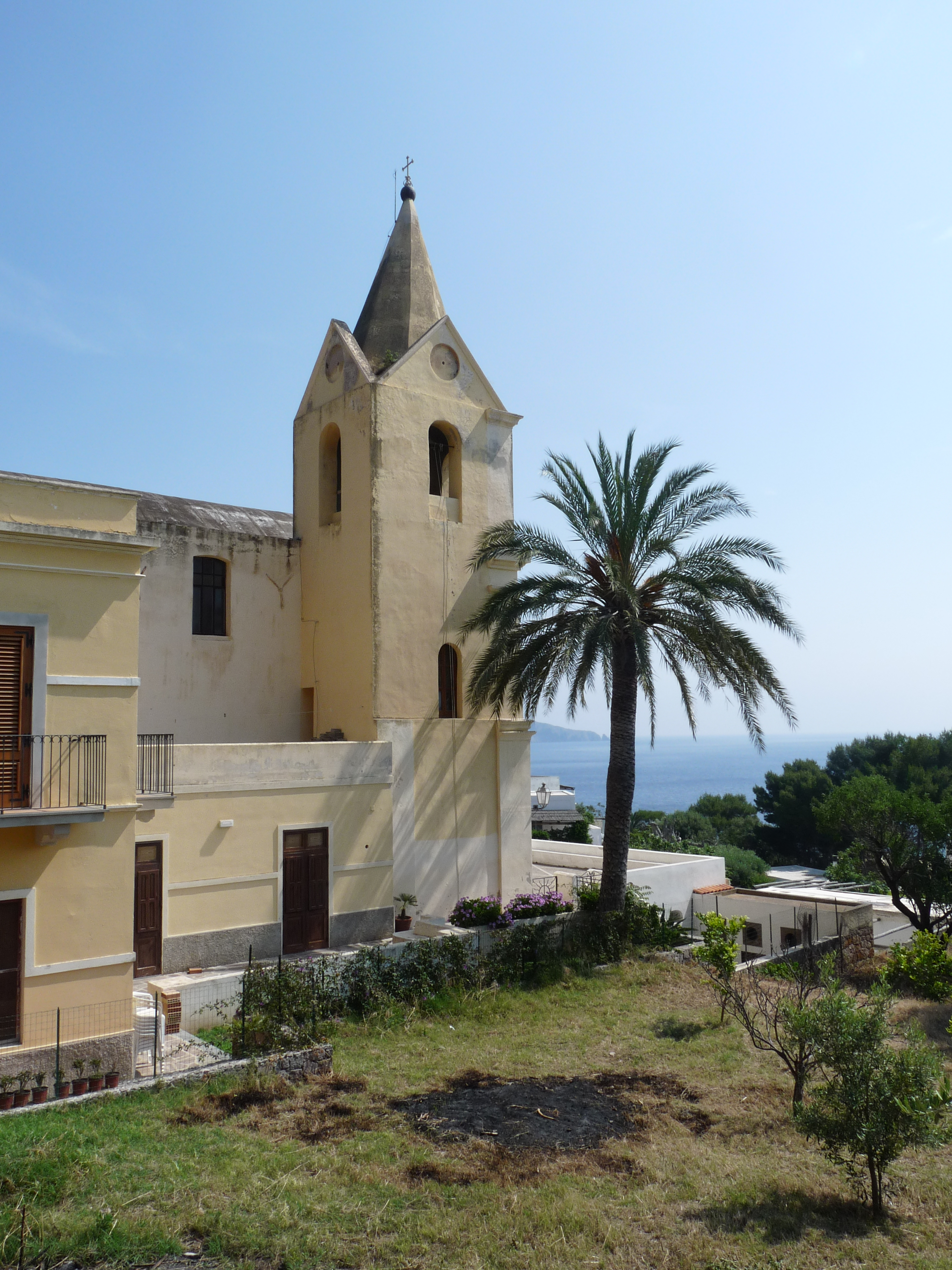
La piccola chiesa di San Pietro

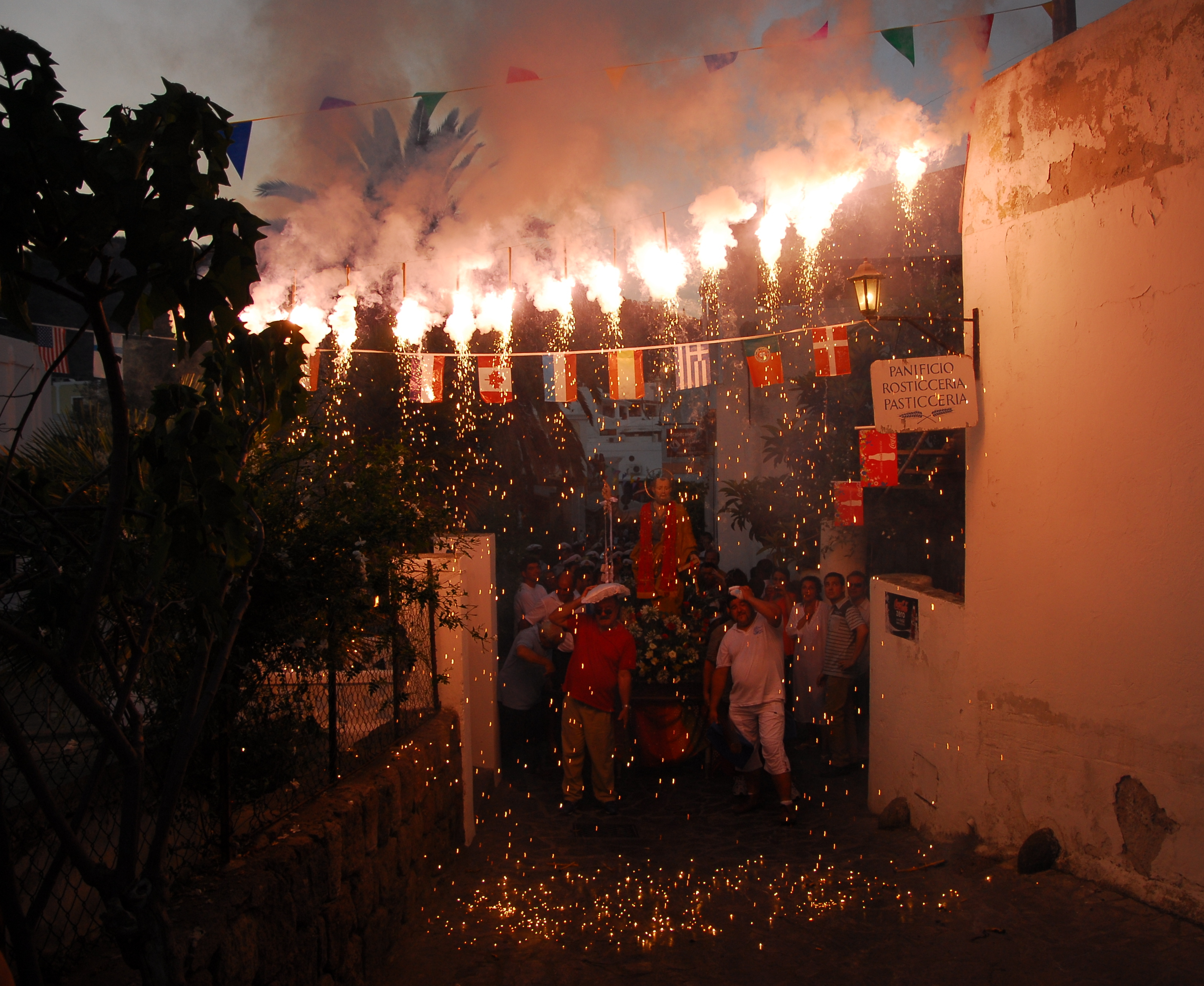
San Pietro in trionfo per le vie di Panarea per la festa del 29 giugno

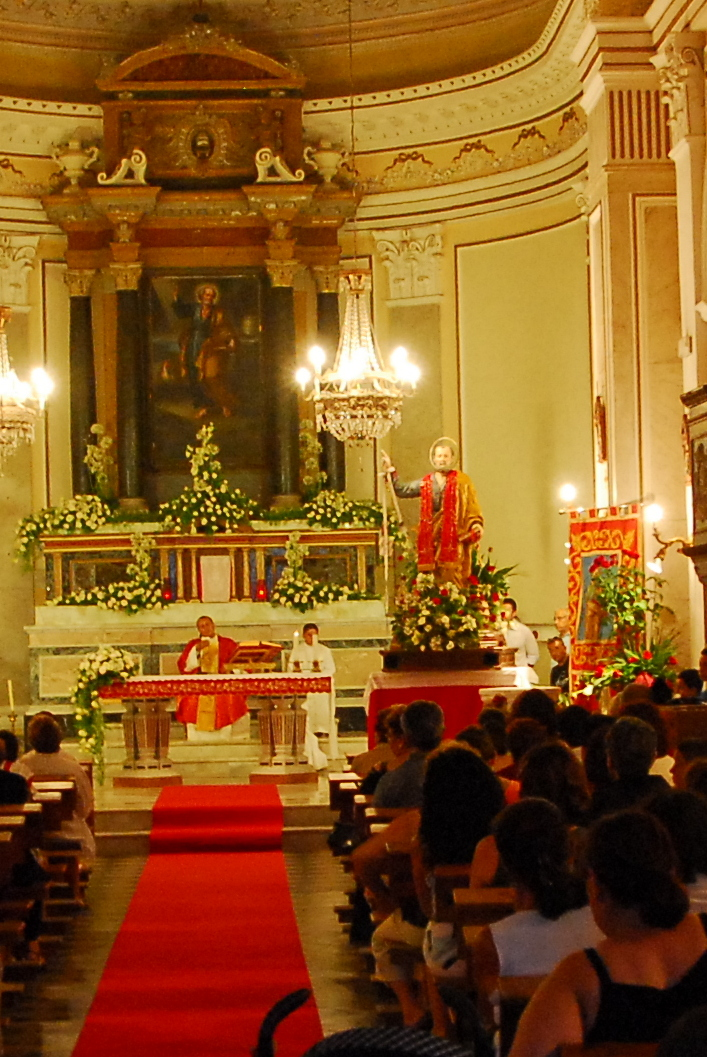
Messa solenne al termine della processione del 29 giugno

Il 29 giugno a Panarea si festeggia san Pietro, patrono dell'isola. La statua del Santo viene portata a spalla dai fedeli lungo le stradine principali dell'isola in una processione accompagnata dalla banda con intervalli di preghiera. La caratteristica di questa processione, che la rende affascinante e suggestiva, riguarda il momento in cui la statua viene messa su una barca e si prosegue via mare. Una processione suggestiva del patrono che protegge l'isola e il suo mare, che benedice i fedeli e le ricchezze naturali dell'isola. La processione via mare ricorda la passione degli abitanti dell'isola per la pesca, fonte primaria di lavoro, quasi fosse una vocazione naturale per chi nasce in questi luoghi. Da qui è possibile comprendere anche la forte devozione degli abitanti di Panarea a san Pietro, pescatore nella vita, prima di incontrare Gesù, pescatore di uomini dopo l'incontro con il figlio di Dio.
I festeggiamenti si svolgono lungo le giornate del 28 e 29 giugno. In genere, la processione — ma dipende chiaramente dall'organizzazione annuale dell'evento — è organizzata a chiusura della festa, ovvero il 29 giugno. Il giorno della vigilia della festa è ricco di eventi che preparano al clima di festeggiamenti: gruppi folkloristici, balli, canti, prodotti tipici, bancarelle ricreano un quadretto pittoresco e delizioso che richiama l'attenzione e la curiosità di tanti turisti e risveglia la fede negli animi degli abitanti dell'isola che, attraverso queste ricorrenze, mostrano quanto sia bella la loro storia e quanto valore abbiano le tradizioni e la cultura autoctona. Anche il giorno in cui si svolge la processione non mancano momenti di arte e spettacolo. La chiusura della festa vede come protagonisti dei sorprendenti giochi pirotecnici sul mare.

## Monumenti e luoghi d'interesse

### Architetture religiose
- Chiesa di San Pietro
- Chiesa dell'Assunta

### Siti archeologici
- Villaggio preistorico di Capo Milazzese

### Aree naturali
L'isola di Panarea ricade all'interno della riserva naturale orientata Isola di Panarea e scogli viciniori, istituita nel 1997, comprendente anche gli altri isolotti del miniarcipelago di Panarea.

## Società

### Lingue e dialetti

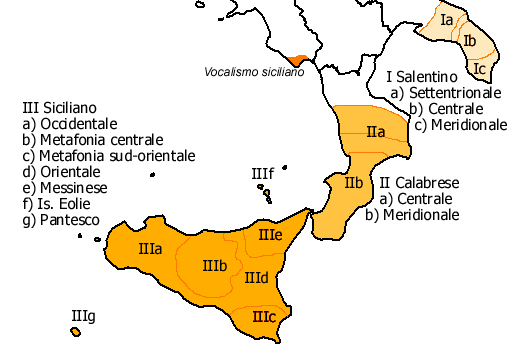
Distribuzione del gruppo siciliano

Oltre alla lingua ufficiale italiana, a Panarea si parla la lingua siciliana nella sua variante eoliana. La ricchezza di influenze del siciliano, appartenente alla famiglia delle lingue romanze e classificato nel gruppo meridionale estremo, deriva dalla posizione geografica dell'isola, la cui centralità nel mar Mediterraneo ne ha fatto terra di conquista di numerosi popoli gravitanti nell'area mediterranea.
Nel Vocabolario Siciliano la parlata di Panarea è indicata con la sigla ME34b, afferente al gruppo dei dialetti messinesi orientali del versante tirrenico.

## Cultura

### Cinema
Vanno ricordati almeno il celebre film Stromboli terra di Dio di Roberto Rossellini (1950) e l'altrettanto famoso L'avventura, di Michelangelo Antonioni (1960), ambientato in larga parte a Panarea, Basiluzzo e Lisca Bianca. Anche il film di cassetta Panarea di Pipolo è ambientato sull'isola stessa. A Panarea è inoltre ambientata una scena del secondo episodio (Isole) di Caro diario, film del 1993 di Nanni Moretti.

## Geografia antropica
Il centro abitato di Panarea costituisce una frazione di 241 abitanti del comune di Lipari, nella città metropolitana di Messina, formata dai centri di Ditella, Drauto e San Pietro, collegate tra di loro e distribuite nella parte orientale dell'isola.

## Economia

### Turismo

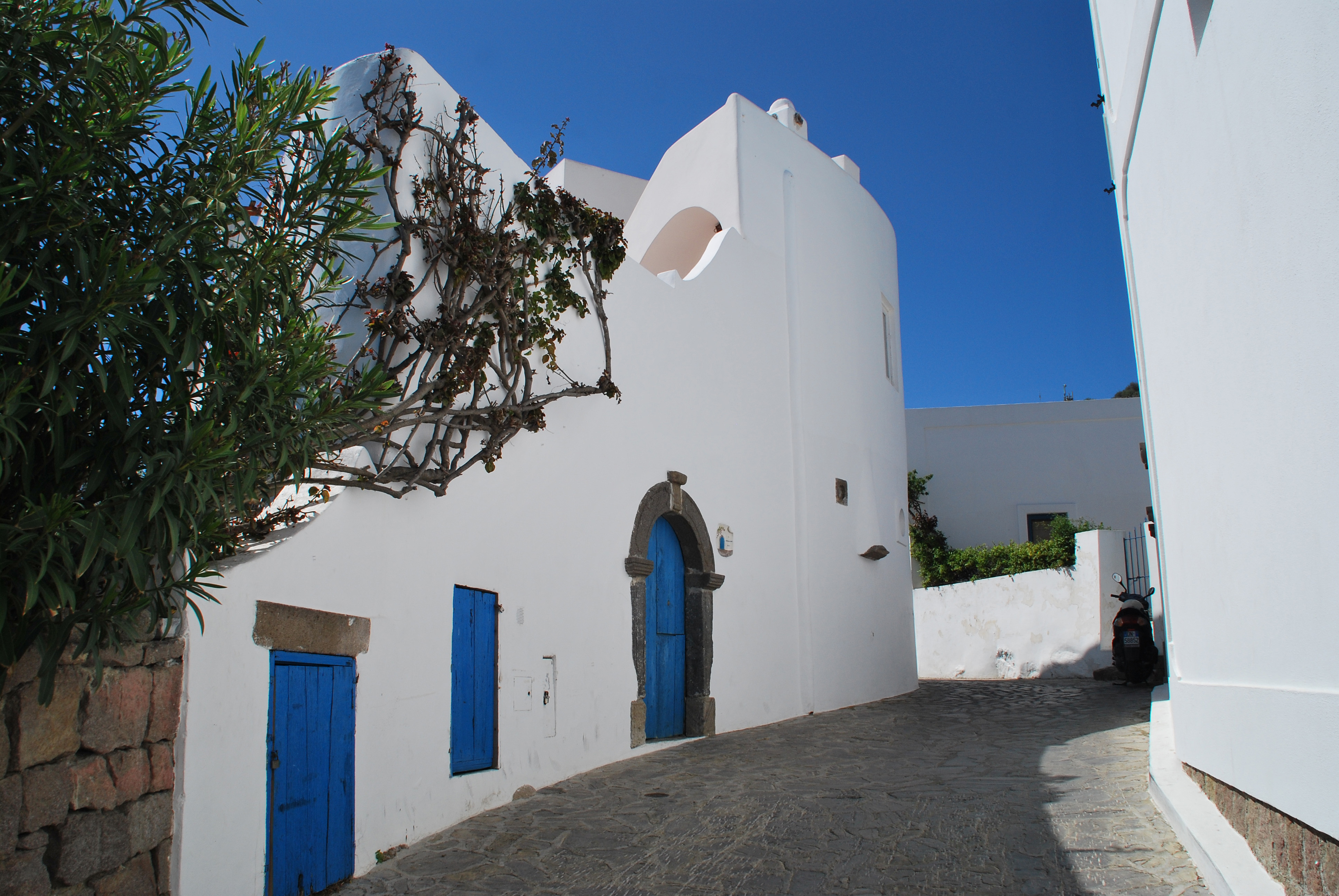
Tipica via di Panarea

Il successo turistico, che ha portato indubbi benefici economici e di qualità della vita alla popolazione dell'isola, ha inevitabilmente comportato aspetti negativi, quali una progressiva inesorabile cementificazione e speculazione edilizia (seppur in misura minore e più controllata rispetto ad altre isole dell'arcipelago), una spersonalizzazione del carattere originario (le nuove case o quelle riadattate ad uso turistico stanno via via perdendo il carattere originario verso uno stile simil-eoliano, o peggio verso un generico esotismo), una banalizzazione dell'offerta turistica, non più dissimile da qualsiasi altra località balneare, un affollamento di massa nei mesi estivi, agosto in particolare, caratterizzato da un turismo "mordi e fuggi", quest'ultimo più attratto dalla nomea di sedicente "isola dei VIP", che dalle effettive bellezze paesaggistiche dell'isola.
Nel 2011 è stata descritta dalla rivista W come "l'epicentro della scena estiva più chic nel Mediterraneo".

## Infrastrutture e trasporti

### Porti
L'unico approdo possibile a Panarea è permesso dallo scalo Ditella, nel borgo di San Pietro.

## Galleria d'immagini

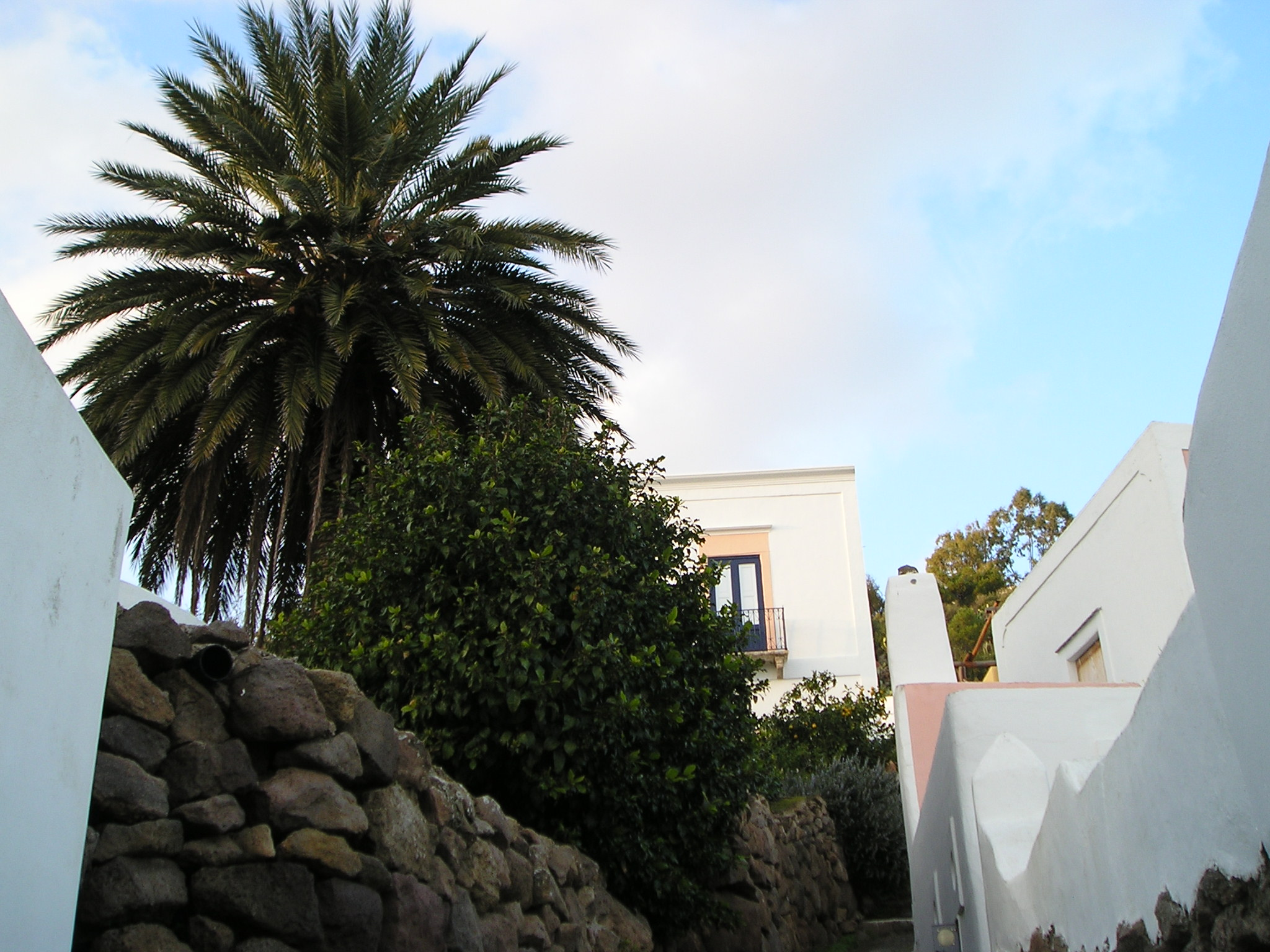
Scorcio di Drauto
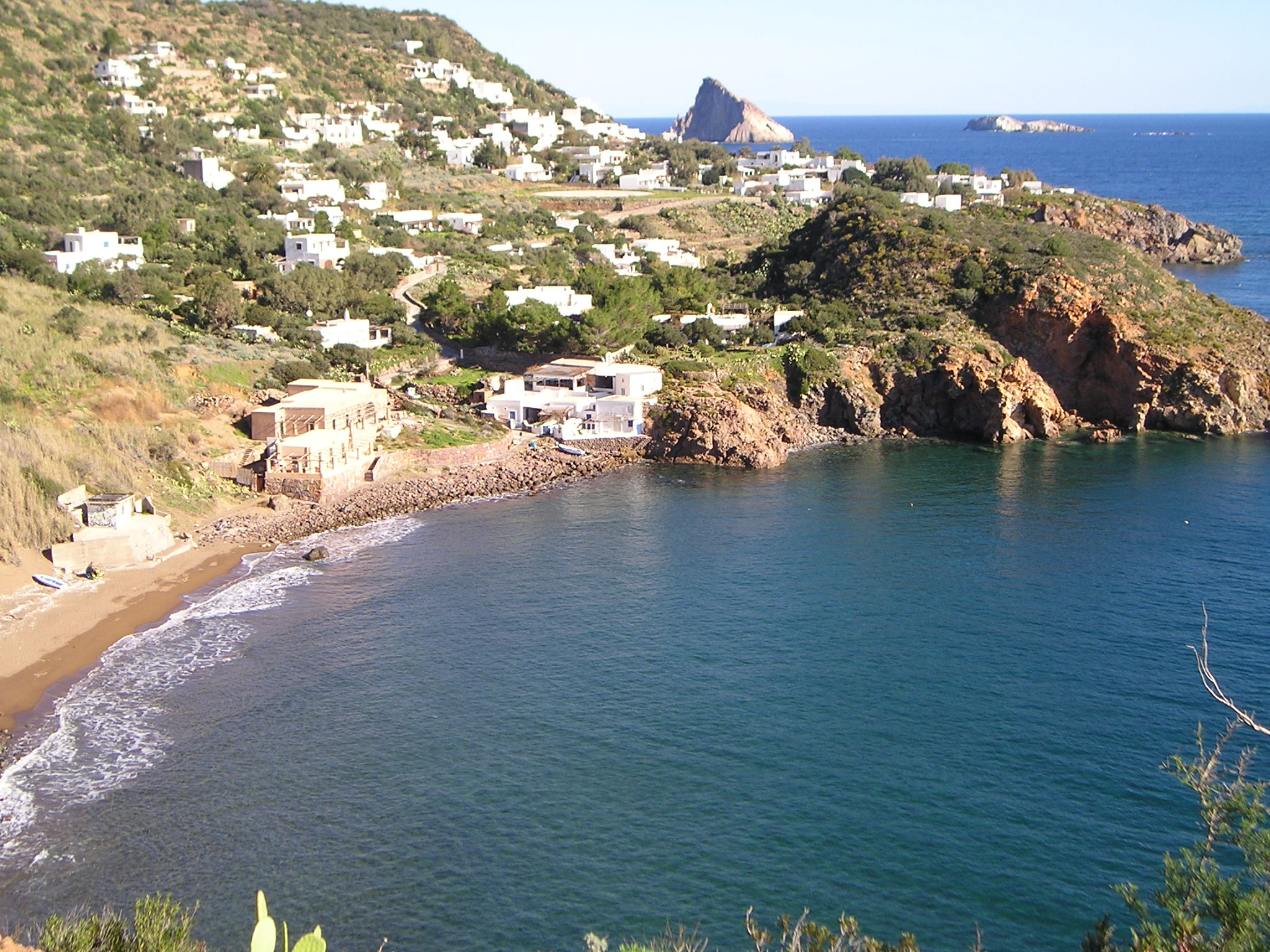
La Cala degli Zimmari
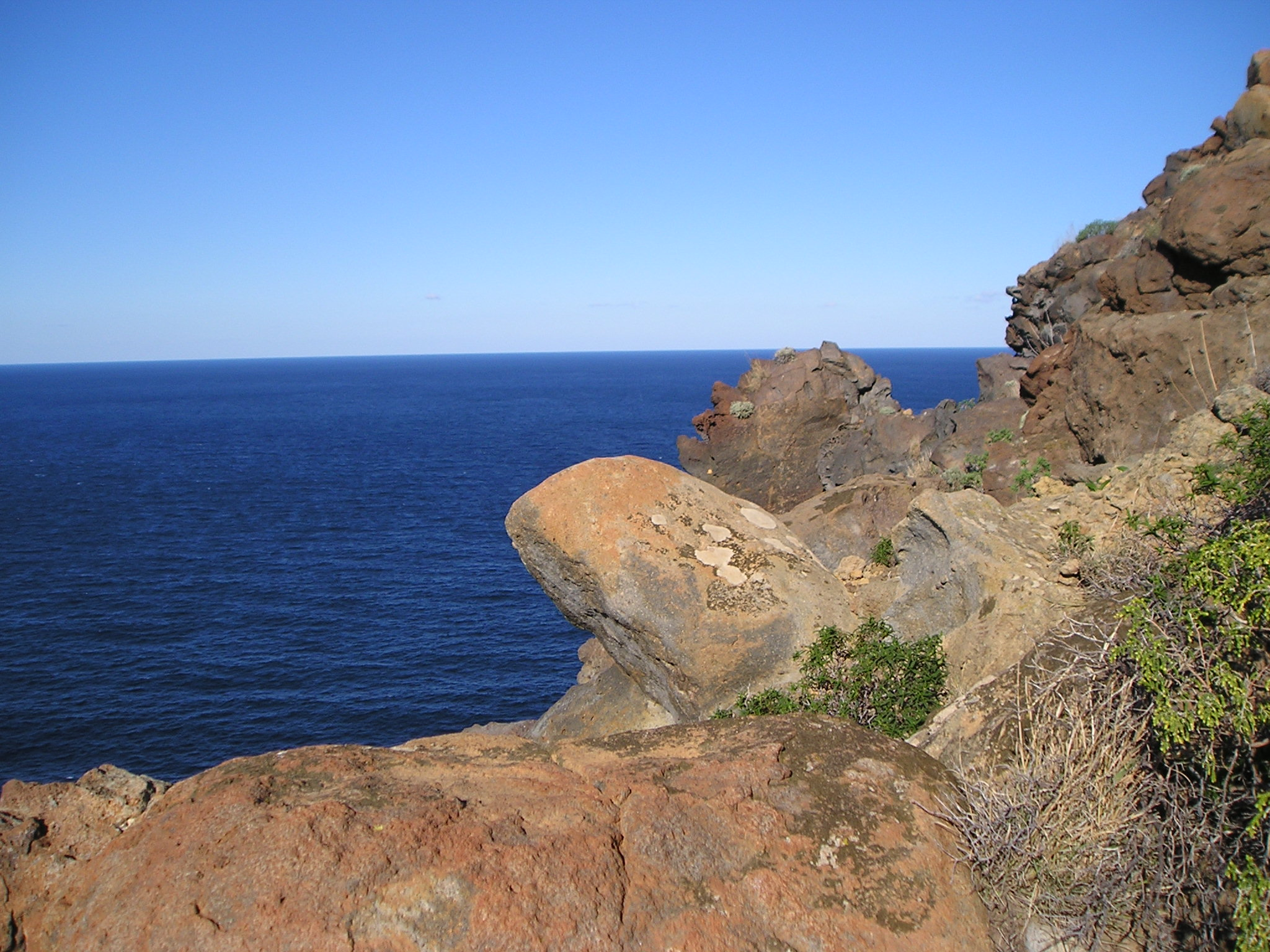
La ripida costa nordoccidentale dell'isola
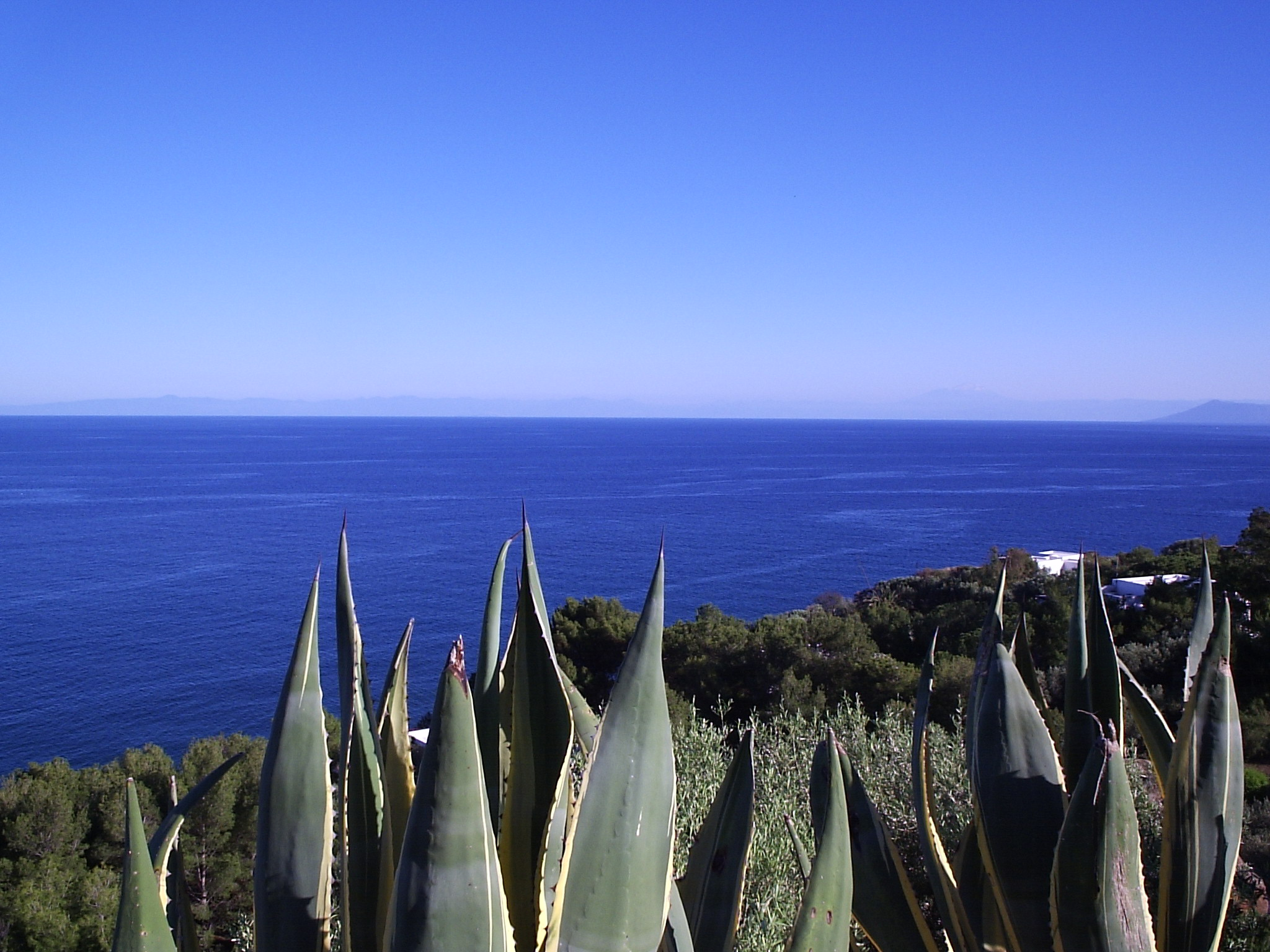
Agavi
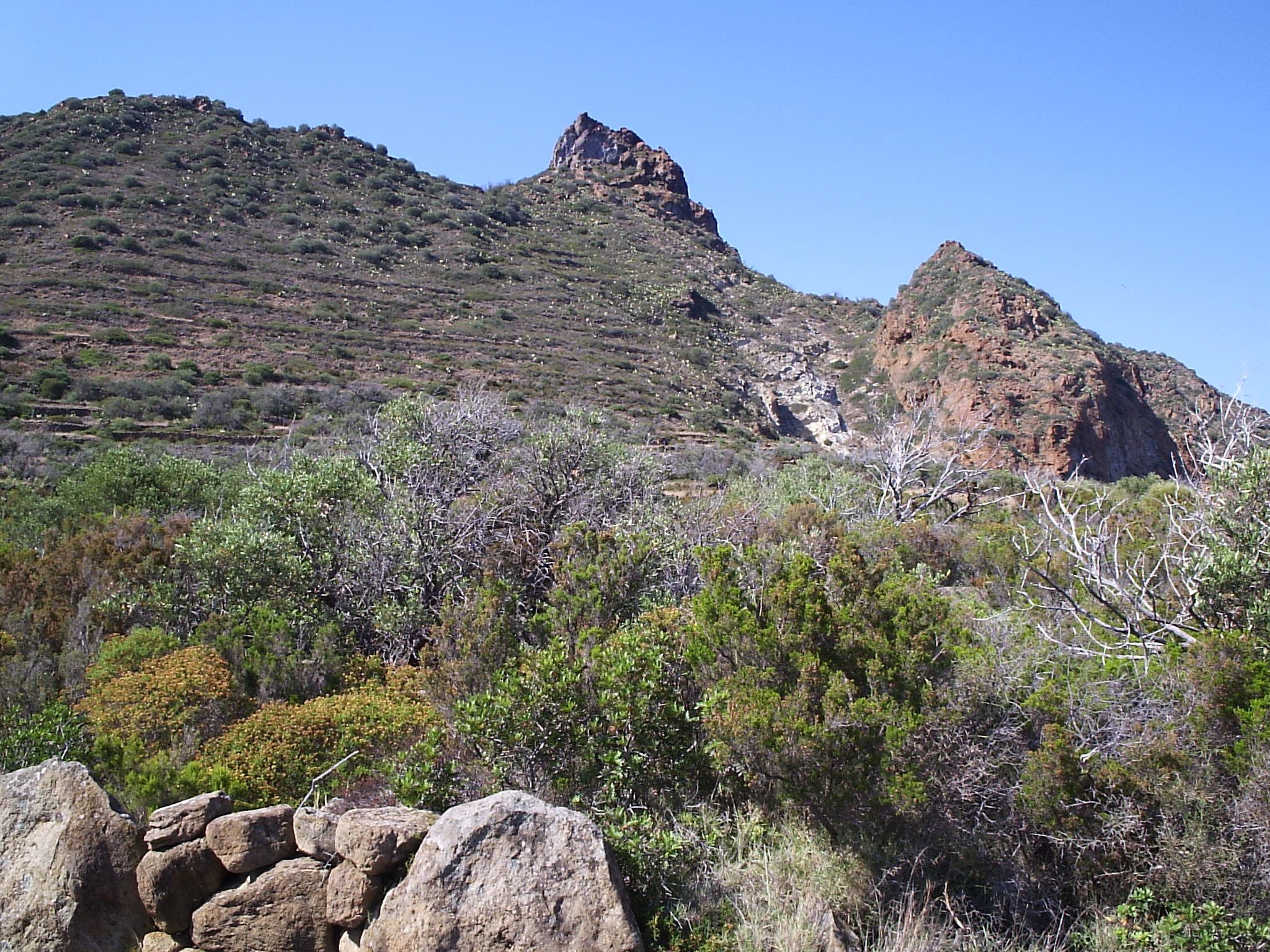
Punta "u castieddu" e "u tribunale"
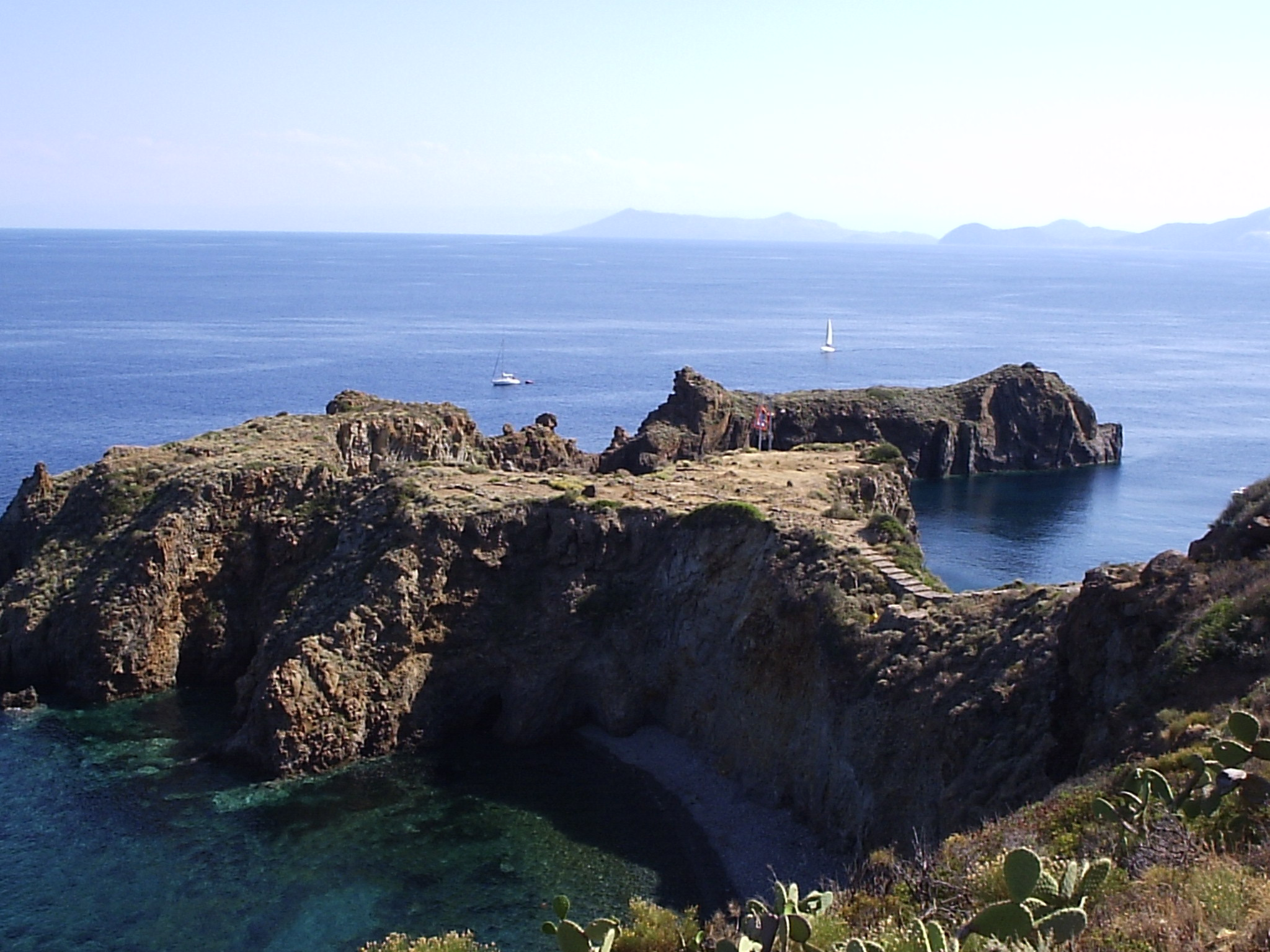
Cala Junco e il villaggio preistorico
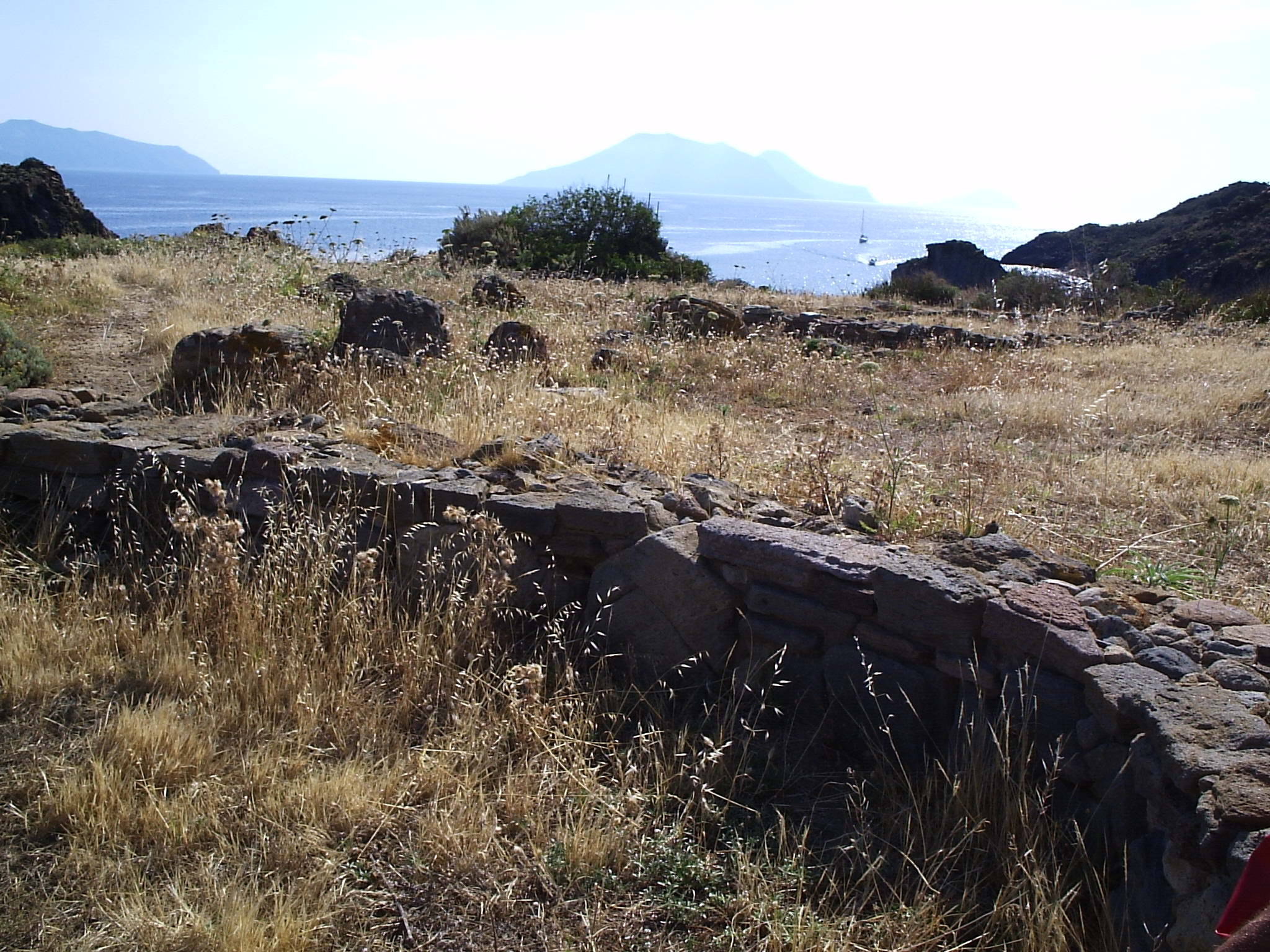
Muro al villaggio preistorico
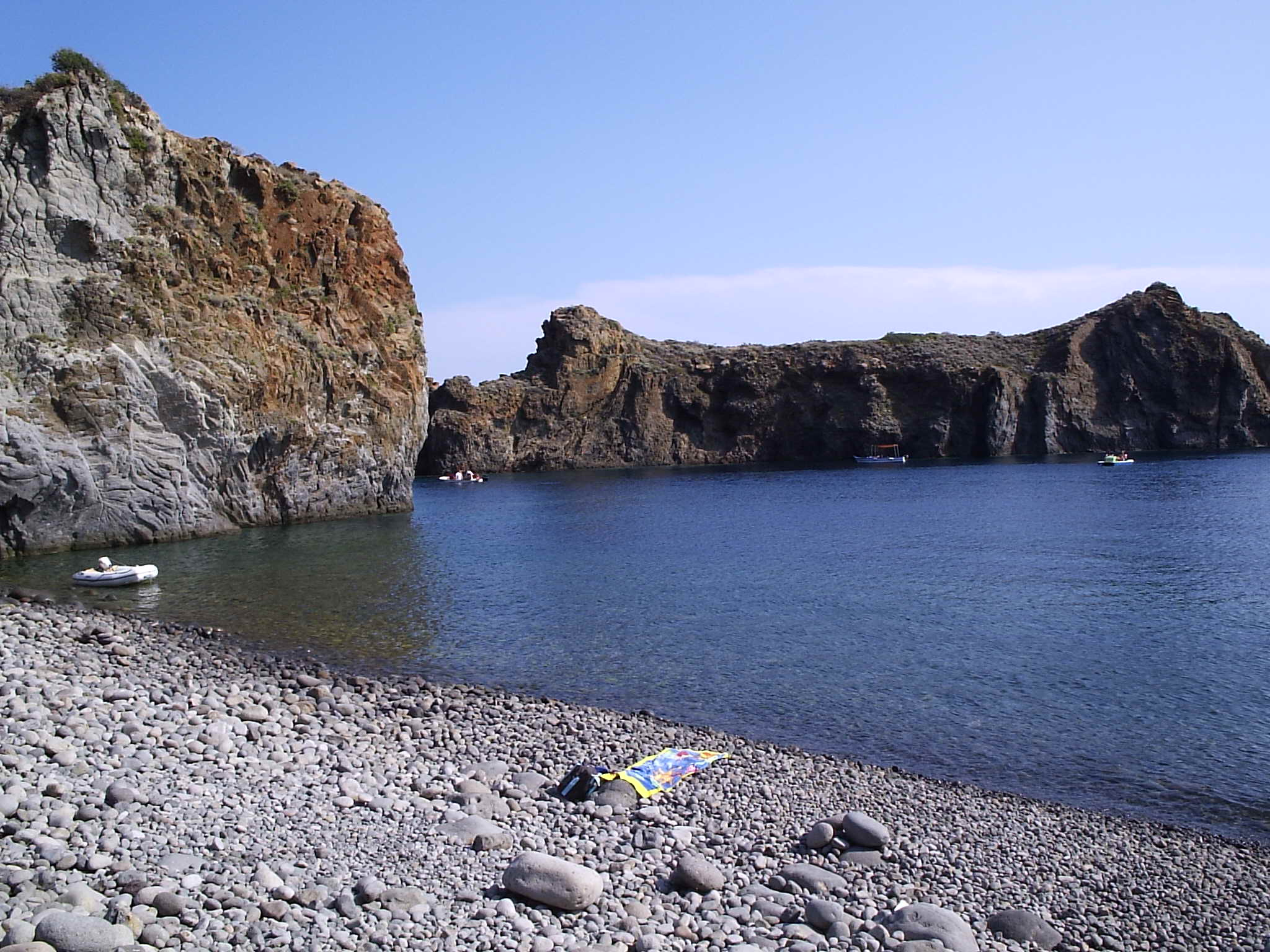
La spiaggia di Cala Junco
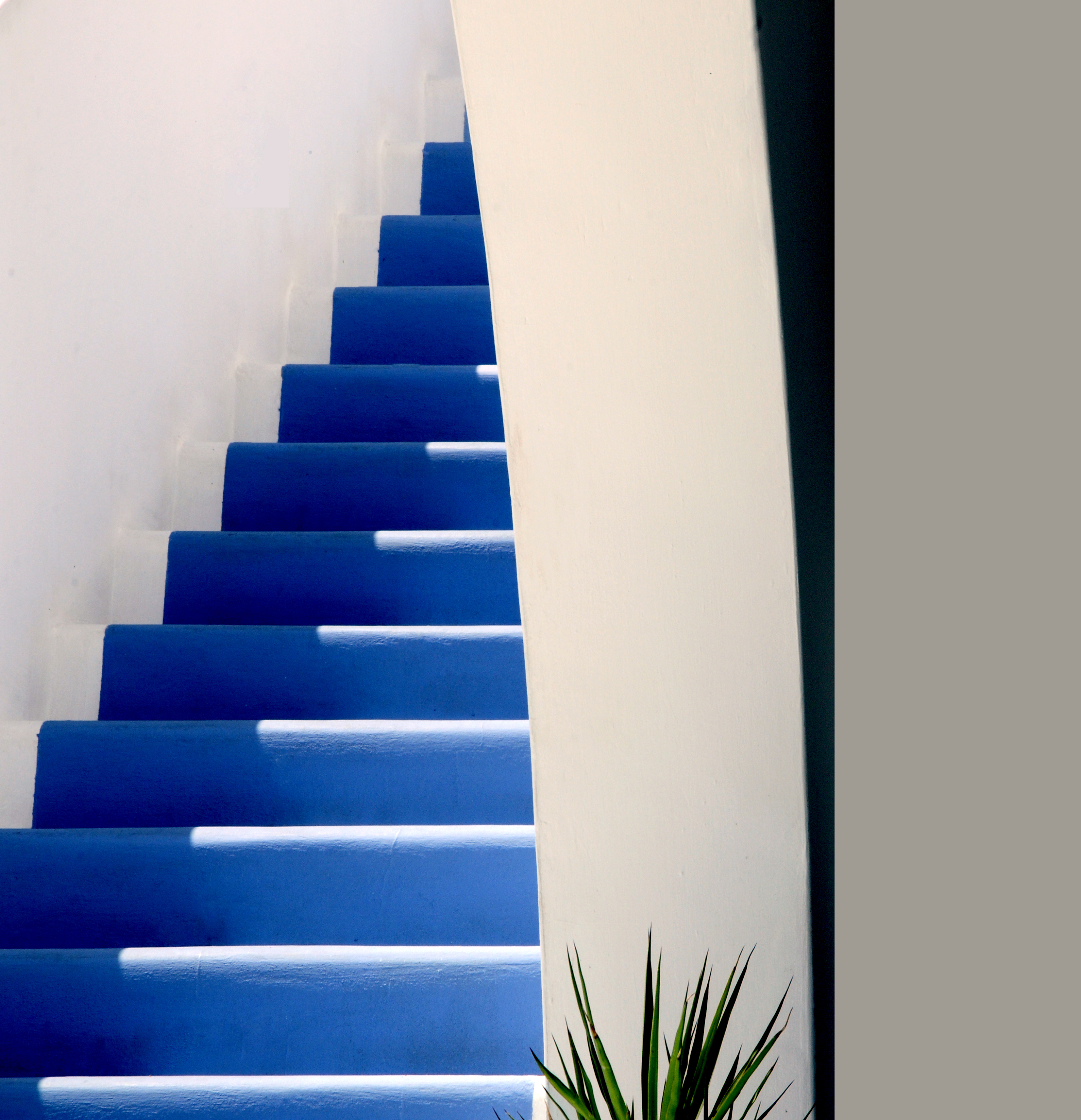
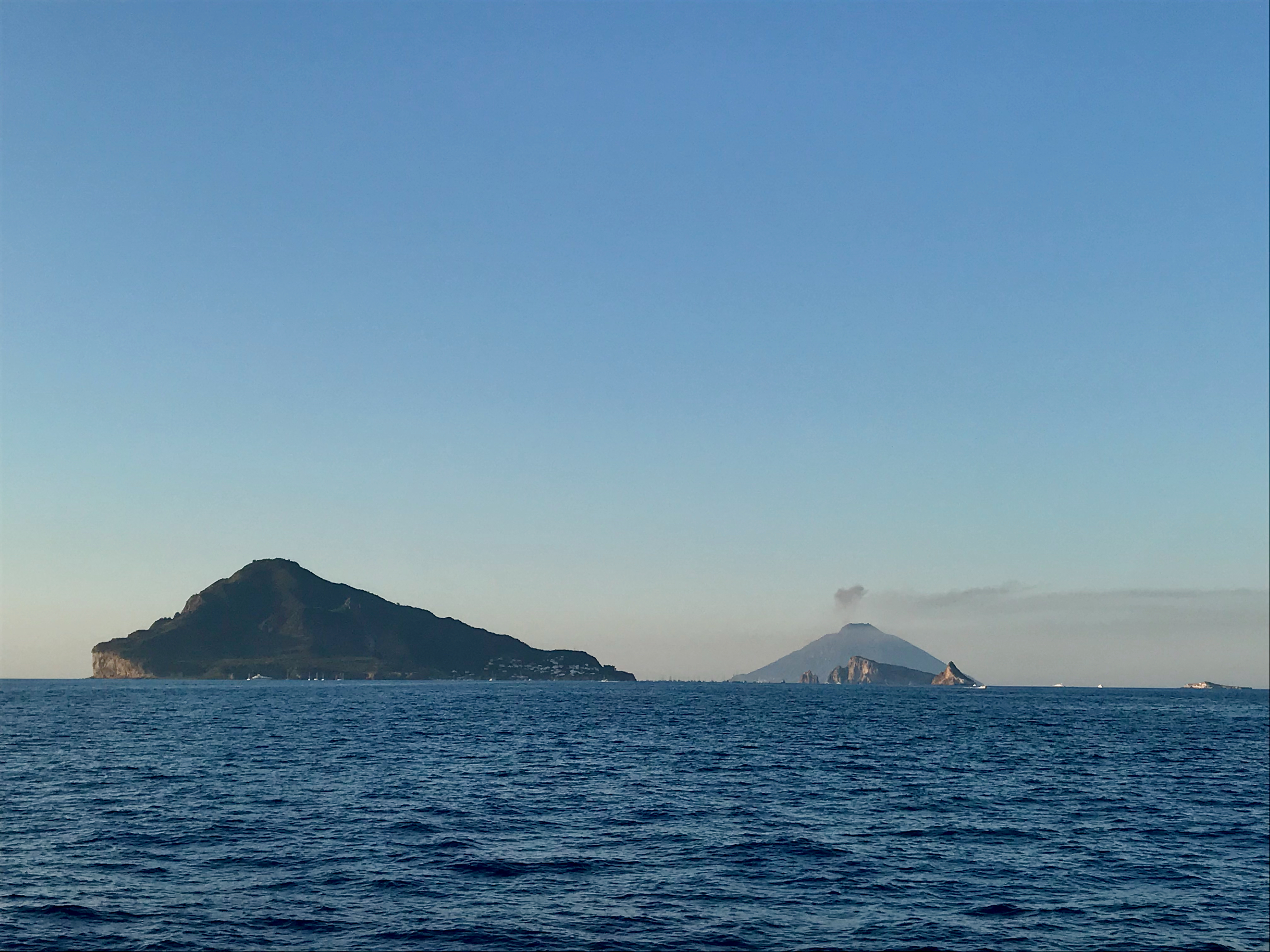
Isola di Panarea - Basiluzzo - Lisca bianca e nera Dattilo e Stromboli visti dal mare